# 中国通商银行

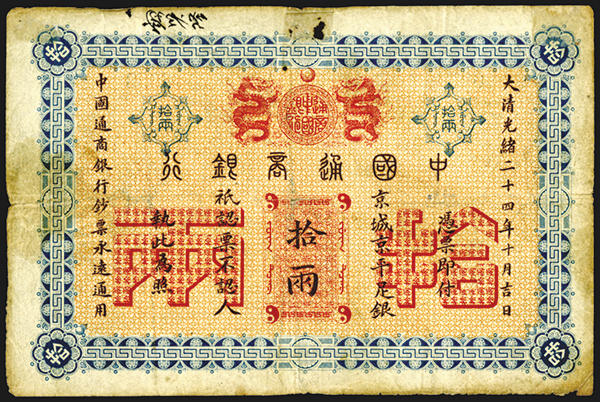
光緒24年（1898）通商銀行發行的十兩鈔票

中国通商银行（英語：Imperial Bank of China），簡稱通商銀行，總部位於上海公共租界黄浦路中國通商銀行大樓，是第一所由中國人創立的銀行，也是中國第一家發行紙幣的銀行。光緒23年4月26日（1897年5月27日），督辦全國鐵路事務大臣盛宣怀奏准清廷後於在上海公共租界黄浦路成立；又於同年先後在北京、天津、汉口、廣州等地開辦分行。
民國10年（1921年）以後，另於南京、寧波等地成立分行，是中國金融發展邁向现代化的標誌。

## 历史

### 成立背景
1895年，清朝在甲午战争中戰败以后，由于需要赔付巨额賠款，洋務企业出现资金严重短缺的情况。

### 大清主管時期
1897年5月27日，盛宣怀在清廷批准下成立中国通商银行，總部於上海公共租界外滩6号。实收资本金250万两，100万两来自盛宣怀主管的輪船招商局和電報局，78万两来自李鴻章等官员投资，其余为商股。
1898年，该行发行纸币，在1912年民國肇始後停止使用。

### 民國主管時期
1919年，傅筱庵出任华经理，控制该行实权。
1934年，该行实收资本350万元，在上海各大银行中排名第15位。同年在江西路、福州路口花费210万元建造17层营业大楼。

1935年，銀行在白银风潮中面临危机，因滥发银行券发生擠兌，由官僚资本银行加入官股，改组成官商合办银行，被中央银行、中國銀行、交通銀行控制，成为“小四行”（成員另有四明银行、中国实业银行、中国国货银行）之一，杜月笙出任董事長。

### 中共主管時期
1949年，中共入主上海，官股由中華人民共和國政府接管。

1951年5月8日，通商银行连同新華、实业、四明及建業四所公私合营银行成立公私合营新五行联合董事会。
1952年12月，銀行与其他行庄合并组成统一的公私合营银行，由公私合营银行联合总管理处管理。
1958年，统一的公私合营银行并入中国人民银行。